# Chuck Norris i jego karatecy
Chuck Norris i jego karatecy (ang. Chuck Norris: Karate Kommandos, 1986) – pięcioodcinkowy serial animowany produkcji amerykańskiej wyprodukowany przez studia Hanna-Barbera i Ruby-Spears Productions.
Światowa premiera serialu odbyła się 15 września 1986 roku. 

## Spis odcinków
| Nr | Tytuł angielski            |
| -- | -------------------------- |
| 1  | Deadly Dolphin             |
| 2  | Target: Chuck Norris       |
| 3  | Terror Train               |
| 4  | Menace from Space          |
| 5  | Island of the Walking Dead |